# Massue (jonglerie)
Pour les articles homonymes, voir massue.

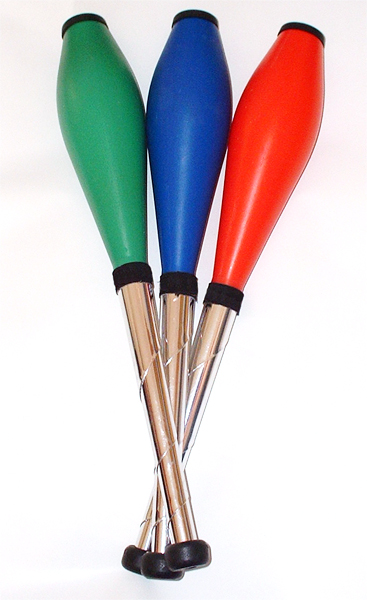
Trois massues.

La massue, parfois quille de bois ou torche, est un des accessoires traditionnels de la jonglerie aérienne avec les balles et les anneaux. Elle a la particularité de pouvoir effectuer une ou plusieurs rotations dans les airs lorsqu’elle est lancée, ce qui en fait un agrès particulièrement spectaculaire lorsqu’il est utilisé pour les passing à plusieurs jongleurs.

## Description
Une massue se compose de quatre parties :
- le top, en mousse plastique compressée, est la partie supérieure de la massue. Souvent noir ou blanc, il sert à amortir les chutes, essentiellement pour protéger la baguette de bois constituant l’armature intérieure (appelée âme) ;
- le corps, généralement en plastique, est la partie plus grosse de la massue. Il sert de balancier pour la rotation de la massue. La taille et la forme du corps, font varier la vitesse de rotation ;
- le manche est la partie la plus fine, très souvent blanc ou de couleur métallique. C’est l’endroit par lequel il faut saisir la massue. Il existe des massues à manche court ou long selon la pratique désirée : jonglage seul ou passing ;
- le bouchon est la partie inférieure de la massue. Comme le top, il est souvent noir ou blanc et sert à amortir les chutes mais peut aussi servir à faire des figures telles que les balances et arrêts sur les points d’équilibres.

Le choix de la tige en bois est très important : l’essentiel est qu’il soit homogène en densité car le poids de cette pièce est le seul inconvénient à la production pour obtenir des massues identiques. Le contrôle qualité est donc très rigoureux à cette étape. La baguette est un tourillon d’un demi-centimètre de diamètre et de 46 à 50 cm de long pour les modèles standards. Pour éviter la casse de cette pièce vitale, il faut que la pièce soit parfaitement taillée dans le « fil du bois », qu’elle ne bande pas et ne comporte aucun nœud. Il y a beaucoup de perte à ce niveau — plus de 75 %. Les pièces ne respectant pas ces contraintes peuvent servir à fabriquer d’autres ustensiles comme des baguettes de diabolo par exemple.

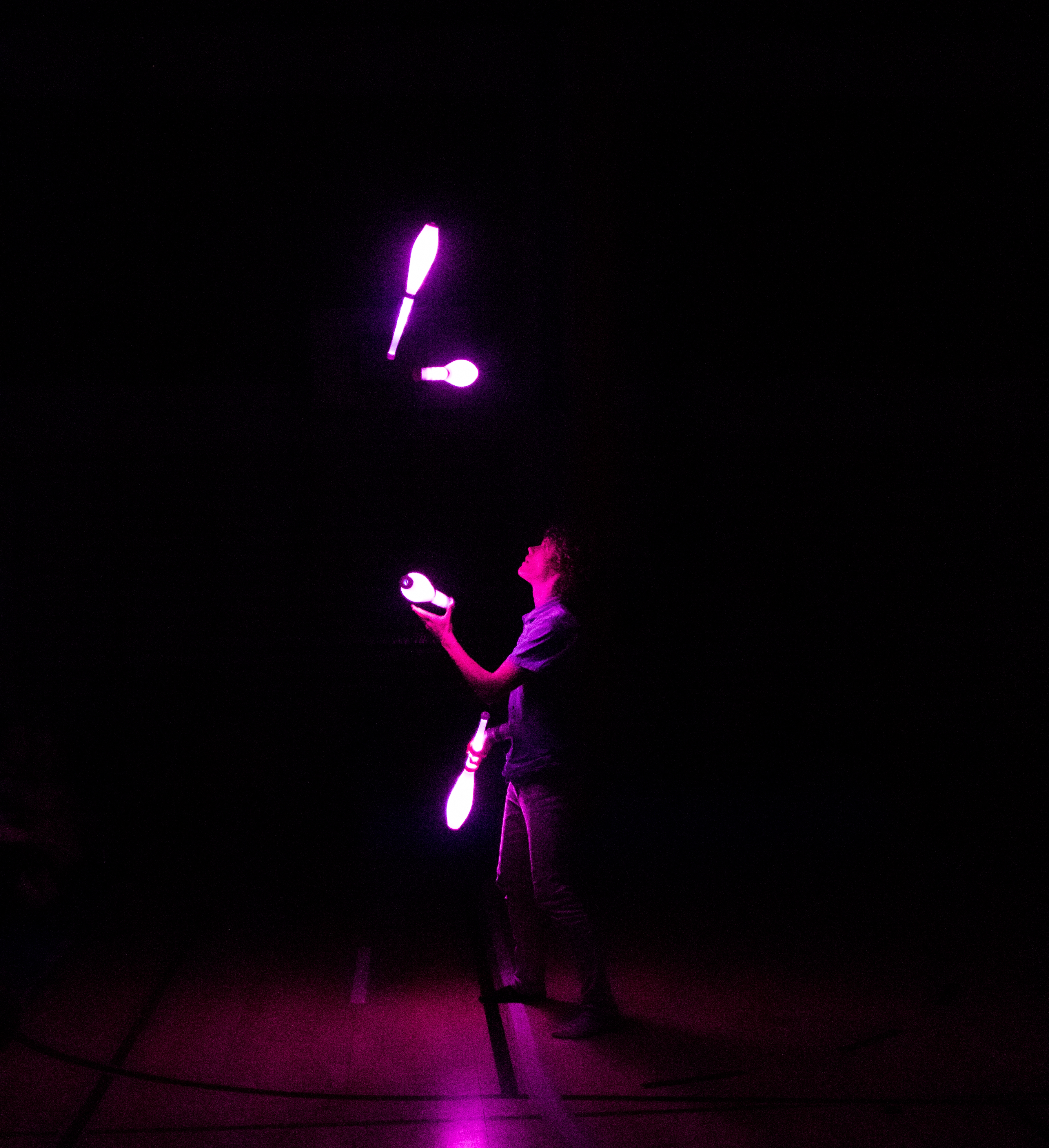
Jongleur avec 4 massues à LED.

Bouchons et tops doivent être changés une fois usés pour protéger la massue des chocs.

## Figures
Théoriquement toutes les figures réalisables avec des balles pourraient être accomplies avec des massues, mais la rotation en l’air et l’encombrement en compliquent la réalisation. Il existe des figures propres aux massues : équilibres, roulements sur le corps, jonglerie avec les pieds, swing etc.
Actuellement, le record du nombre de massues jonglées est de 8 réalisé par Anthony Gatto en 2006, puis égalé par Willy Colombaioni en 2015. Avec 9 massues, le record est de 11 lancés/rattrapés effectué par Eivind Dragsjo en 2016.

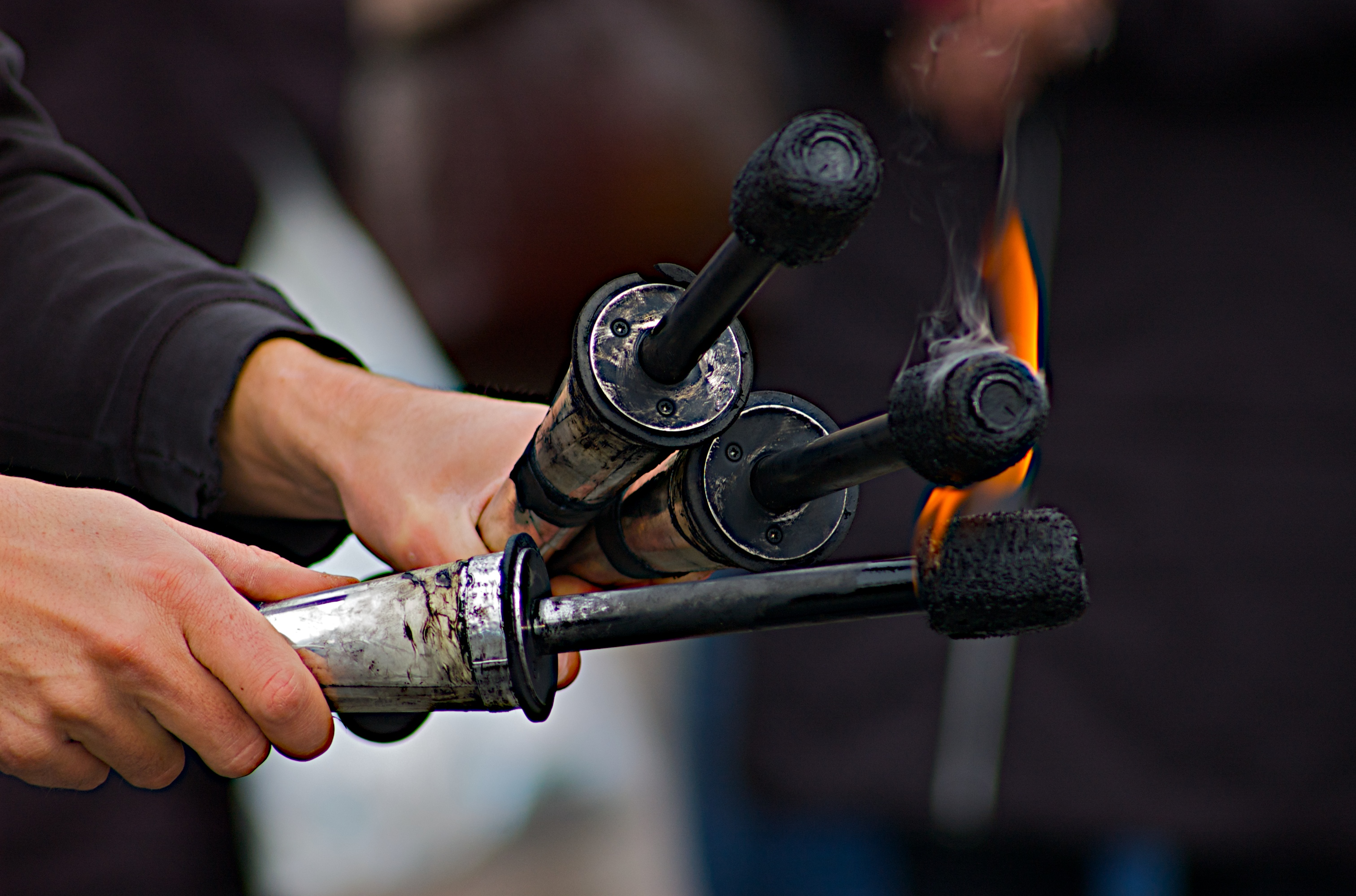
Torches enflammées.

Les massues sont les objets qui permettent de développer le plus les échanges (ou passing) entre différents jongleurs. Il est possible de développer des figures, soit en multipliant le nombre de massues (à deux jongleurs 6, 7 ou 8 massues), soit en multipliant le nombre de jongleurs (quasiment sans limite) et tout ceci en variant les styles de passes entre jongleurs.